# Christensen (constructor)
 Christensen  va ser un constructor estatunidenc de cotxes de competició.
Christensen va competir a dues curses del campionat del món de la Fórmula 1, de la temporada 1959 i la temporada 1960.
Va disputar només la cursa del Gran Premi d'Indianapolis 500, no tornant a competir al món de la F1.

## Resultats a la F1
| Temporada | Pilot         | Graella | Classificació | Punts | Retirada              | Resultats |
| --------- | ------------- | ------- | ------------- | ----- | --------------------- | --------- |
| 1959      | Jack Turner   | 14      | Ret           |       | Pèrdua de combustible | Resultats |
| 1960      | Jim Hurtubise | 23      | Ret           |       | Motor                 | Resultats |